# Штрук, Петер
Петер Штрук (нем. Peter Struck; 24 января 1943, Гёттинген — 19 декабря 2012, Берлин) — немецкий государственный и военный деятель, министр обороны ФРГ в 2002—2005 годах.

## Биография
Родился в семье военнослужащего, который после войны открыл автомастерскую. Изучал право в Гёттингене и Гамбурге, в 1971 году защитил докторскую диссертацию.
В 1964 году стал членом Социал-демократической партии Германии, работал советником в администрации Гамбурга. До 1972 года являлся личным помощником ректора Гамбургского университета, затем непродолжительное время работал в финансовом управлении Гамбурга.
- В 1973—1980 годах — заместитель городского директора г. Ильцена,
- В 1980—2009 годах — член бундестага ФРГ,
- 1990—1998 годах — парламентский секретарь парламентской фракции СДПГ,
- В 1998—2002 и в 2005—2009 годах — руководитель фракции СДПГ в бундестаге,

В 2002—2005 годах — федеральный министр обороны ФРГ. В этот период бундесвер определил новые принципы оборонной политики, которые были проиллюстрированы министром на примере участия немецких солдат в операции в Афганистане: «Безопасность ФРГ также защищается в Гиндукуше». В 2004 году перенёс инсульт, в этом же году произошла утечка секретной информации о деятельности министерства обороны и бундесвера в 1999—2003 годах, ответственность за этот инцидент возложили на министра. В 2005 году двенадцать генералов выступили с открытым письмом в газете Frankfurter Allgemeine Zeitung, протестуя против решения Штрука лишить 74-й авиаполк традиционного имени, полученного в честь аса люфтваффе Вернера Мёльдерса.
С 2010 года — председатель социал-демократического фонда Фридриха Эберта.
Умер от последствий перенесённого накануне инфаркта миокарда в берлинской клинике «Шарите» и был похоронен в Ильцене.